# Acoplamiento de momento angular
En mecánica cuántica, el procedimiento de construir estados propios del momento angular total (estados de un sistema con valores bien definidos del momento angular) a partir de los estados propios de los momentos angulares individuales se llama acoplamiento de momentos angulares. Se utiliza cuando, a causa de una interacción física entre dos momentos angulares, estos ya no son constantes del movimiento independientes (sus valores individuales ya no siguen leyes de conservación), pero la suma de los dos momentos angulares normalmente sí lo es. Por ejemplo, el espín y el movimiento de un electrón pueden interaccionar por acoplamiento espín-órbita, en cuyo caso es útil acoplar sus momentos angulares orbital y de espín. O dos partículas cargadas, cada una con un momento angular bien definido, pueden interaccionar por fuerzas de Coulomb, y entonces es útil acoplar los momentos angulares de cada partícula resultando en un momento angular total, como paso para la resolución de la ecuación de Schrödinger de dos partículas.
El acoplamiento de momentos angulares en átomos es importante para explicar experimentos de espectroscopia atómica. El acoplamiento de momentos angulares de espines electrónicos es de importancia en la parte de la química cuántica que estudia la magnetoquímica, y en la parte de la física cuántica que estudia la física de la materia condensada. 
En astronomía, el acoplamiento de momentos angulares refleja la ley general de conservación del momento angular que también es válida en objetos celestes. En casos simples, la dirección del vector momento angular se desprecia, y el acoplamiento espín-órbita es la razón entre la frecuencia con la que un planeta u otro cuerpo celeste rota sobre su propio eje y aquella con la que orbita alrededor de otro cuerpo. Esto se conoce comúnmente como resonancia orbital. Frecuentemente, los efectos físicos subyacentes son las fuerzas de marea.

## Teoría general y detalles del origen
El momento angular es una propiedad de los sistemas físicos, y es una constante de movimiento (propiedad conservada, independiente del tiempo y bien definida) en dos situaciones: (i) El sistema está sujeto a un campo potencial de simetría esférica. (ii) El sistema se mueve -en sentido mecanocuántico- en el espacio isótropo. En ambos casos el operador del momento angular conmuta con el hamiltoniano del sistema. Por el principio de indeterminación de Heisenberg esto significa que el valor del momento angular y el de la energía del sistema pueden tener valores arbitrariamente precisos simultáneamente.
Un ejemplo de la primera situación es un átomo cuyos electrones sólo estén expuestos al campo culombiano de su núcleo. En este modelo, el Hamiltoniano atómico es la suma de las energías cinéticas de los electrones y de las interacciones electrón-núcleo, de simetría esférica. Así, despreciando la interacción interelectrónica (y otras perturbaciones menores como el acoplamiento espín-órbita), el momento angular orbital l de cada electrón conmuta con el del Hamiltoniano total.
Un ejemplo de la segunda situación es un rotor rígido moviéndose en un espacio libre de campos. Un rotor rígido tiene un momento angular bien definido e independiente del tiempo.
Estas dos situaciones se originan en la mecánica clásica. Un tercer tipo de momento angular conservado, asociado con la magnitud cuántica del espín, no tiene análogo clásico. Sin embargo, todas las reglas del acoplamiento de momentos angulares se aplican también al espín.
En general, la conservación del momento angular implica simetría rotacional completa (descrita por los grupos de simetría SO(3) y SU(2)), y vicecersa. Si dos o más sistemas físicos tienen conservación de sus momentos angulares por separado, puede ser útil sumar estos momentos en un momento angular total, que será una propiedad conservada del sistema combinado. La construcción de estados propios del momento angular total a partir de los estados propios de los momentos angulares de los subsistemas individuales se denomina acoplamiento del momento angular.
La aplicación del acoplamiento del momento angular es útil cuando hay una interacción entre subsistemas que, sin ella, tendrían momentos angulares conservados. La interacción rompe la simetría esférica de los subsistemas, pero el momento angular total sigue siendo una constante del movimiento, lo que resulta de utilidad para resolver la ecuación de Schrödinger.
En mecánica cuántica, este tipo de acoplamiento también se produce entre momentos angulares pertenecientes a distintos espacios de Hilbert de un mismo objeto, por ejemplo su espín y su momento magnético orbital.

## Acoplamiento espín-órbita
El comportamiento de las partículas subatómicas está bien descrito por la teoría de la mecánica cuántica, en la cual cada partícula tiene un momento angular intrínseco llamado espín, y donde las configuraciones específicas -por ejemplo de electrones en un átomo- se describen por una serie de números cuánticos. Los colectivos de partículas también tienen momentos angulares y los correspondientes números cuánticos, y bajo diferentes condiciones los momentos angulares de las partes se suman en diferentes formas resultando en diferentes momentos angulares globales. La interacción espín-órbita es la interacción entre un momento magnético asociado al espín con su movimiento espacial bajo un potencial (generalmente de origen electrostático).
En física atómica, el acoplamiento espín-órbita describe una interacción del momento magnético asociado al espín de los electrones y de su movimiento orbital alrededor del núcleo. El efecto se presenta en el espectro del átomo o la molécula, donde las líneas espectrales que coincidían se separan. Las líneas espectrales están asociadas a niveles de energía del sistema. En el caso donde niveles de energía parecen coincidir, por ejemplo tienen la misma energía si el electrón tenía el  espín alineado o antialineado con el momento angular orbital, ahora se separan un poco debido a la interacción espín-órbita que prefiere una alineación sobre la otra. 
Esta interacción es responsable de muchos detalles de la estructura atómica y molecular. Comúnmente, lo encontramos cuando en un ion, un átomo o una molécula, además de electrones desparejados (que aportan momento magnético de espín) tenemos una configuración electrónica con degeneración orbital. En estos casos, coexisten la interacción electrostática (repulsión de Coulomb) con efectos electromagnéticos relativistas (interacción espín-órbita).
En física del estado sólido, la diferencia entre bandas de energía dada por acoplamiento espín-orbita es observado cuando el momento magnético asociado a los portadores de carga en un sólido interactúa con el campo electrostático de la red cristalina debido al movimiento relativo entre los portadores y los iones. Este fenómeno es remarcable cuando la red carece de ciertas simetrías, por ejemplo el effecto espín-órbita de Dresselhaus aparece en sistemas macizos sin simetría de inversión. Otro ejemplo son los llamados puntos cuánticos (también llamados átomos artificiales) donde la interacción aparece debido a las restricciones de movimiento sobre un espacio pequeño.
En el mundo macroscópico de la mecánica orbital de astros, el término acoplamiento espín-órbita se usa a veces en el mismo sentido que resonancia espín-órbita.
Generalmente, se calcula usando la teoría perturbacional: se supone que las otras interacciones es mucho más intensas, y se trata el acoplamiento espín-órbita como una perturbación menor. En este sentido, son habituales diferentes aproximaciones, según los casos, como se detalla más abajo. Hay que tener en cuenta que a campos magnéticos altos, estos dos momentos se desacoplan, dando lugar a un patrón diferente de niveles de energía descrito por el efecto Zeeman, y disminuye la importancia relativa del término de acoplamiento espín-órbita.

### Esquema LS o de Russell-Saunders
La interacción espín-órbita así considerada está directamente relacionada con el desdoblamiento a campo nulo y con el factor g de Landé: si hay elongación axial en la coordinación del ion metálico, un {\displaystyle \lambda } positivo implica un g<2 y un D<0. Compresión axial y {\displaystyle \lambda } negativo tienen el mismo resultado, mientras que las otras dos combinaciones tienen el resultado opuesto (g>2 y D>0).
Este esquema supone que la interacción electrostática es mucho más intensa que la magnética, y también que los campos magnéticos externos son débiles. En átomos ligeros (generalmente Z<30, o metales de la primera serie de transición), los espines electrónicos si interaccionan entre sí y resultan en un momento angular de espín S. Del mismo modo, los momentos angulares orbitales li forman un momento angular orbital total L. La interacción entre los números cuánticos L and S es llamada acoplamiento Russell-Saunders o acoplamiento LS. S y L se suman y forman un momento angular total J:
{\displaystyle {\vec {J}}={\vec {L}}+{\vec {S}}\qquad \therefore \qquad {\vec {L}}=\sum _{i}{\vec {l}}_{i},\qquad {\vec {S}}=\sum _{i}{\vec {s}}_{i}}.
El hamiltoniano modelo que describe el efecto sobre la energía es el siguiente:
{\displaystyle {\hat {\mathcal {H}}}_{LS}=\lambda {\vec {L}}\cdot {\vec {S}}},
donde {\displaystyle \lambda } es positivo para capas de orbitales d menos que semillenas (d1-d4), negativo para capas más que semillenas (d6-d9) y nulo para capas vacías y semillenas.
Para medir valores medios de la energía no se puede utilizar la función de onda en la base estándar, {\displaystyle |lsm_{1}m_{2}\rangle }, ya que no se puede expresar el hamiltoniano con dicha base. Para ello se utiliza la base normal {\displaystyle |lsjm_{j}\rangle } que sí tiene esa propiedad y los Coeficientes Clebsch—Gordan que nos enlazan una base y otra:
{\displaystyle |lsjm_{j}\rangle =\sum _{m_{1},m_{2}}{C_{m_{1}m_{2}}^{jm_{j}}|lsm_{1}m_{2}\rangle }}

### Esquema j-j
La situación es diferente en los átomos más pesados, donde las interacciones espín-órbita frecuentemente son de tallas comparables a las interacciones espín-espín y/o las órbita-órbita, por lo que S y J ya no son buenos números cuánticos para esos sistemas. El esquema j-j es el opuesto al de Russell-Saunders, y se basa en una interacción magnética es mucho más intensa que la electrostática. Es válida especialmente para los actínidos, y, en menor medida, para los lantánidos. 
En los casos en los que las interacciones espín-órbita son comparativamente pequeñas, lo más adecuado es combinar cada momento angular orbital individual li con su correspondiente momento angular de espín si, originando momentos angulares individuales ji, y sumar éstos para obtener el momento angular total J
{\displaystyle \mathbf {J} =\sum _{i}\mathbf {j} _{i}=\sum _{i}(\mathbf {l} _{i}+\mathbf {s} _{i}).}

### Acoplamientos intermedios
Cuando es necesaria una aplicación simultánea de las dos interacciones, por ser de magnitud comparable, la resolución del problema presenta una complejidad mucho mayor, y no es posible llegar a soluciones analíticas generales. En estos casos, es útil e ilustrativo representar diagramas de correlación entre las dos aproximaciones anteriores. En general, éstos no presentarán una correspondencia biunívoca entre estados, sino que mostrarán mezclas, por la regla de no cruzamiento.

## Acoplamiento espín-espín
El acoplamiento espín-espín es el que ocurre entre los momentos angulares de espín, intrínsecos a diferentes partículas. Entre espines nucleares, es de gran importancia en resonancia magnética nuclear, ya que aporta información sobre la estructura de las moléculas en estudio. Entre espines nucleares y electrónicos, define la estructura hiperfina, por ejemplo en espectroscopia atómica o en espectroscopia de resonancia de espín electrónico. Entre espines electrónicos, el canje magnético es la base de la magnetoquímica, dando lugar por ejemplo a acoplamientos ferromagnéticos o antiferromagnéticos.